# Scatopse zeylanica
Scatopse zeylanica är en tvåvingeart som beskrevs av Senior-white 1924. Scatopse zeylanica ingår i släktet Scatopse och familjen dyngmyggor.
Artens utbredningsområde är Sri Lanka. Inga underarter finns listade i Catalogue of Life.